# Szállóige
A szállóige valamely irodalmi, tudományos vagy népszerű mű (pl. film) közismert, gyakran idézett rövid részlete, amely valamilyen bölcsességet, fontos gondolatot, vagy valamilyen gyakori élethelyzettel való analógiát fejez ki.
A közmondáshoz és az aforizmához is hasonlít, de az elsőtől eltérően ismert a szerzője, vagy legalábbis a forrása; az aforizma pedig ismert szerzőtől származó bölcsesség, amelynek azonban a szállóigétől eltérően nem kritériuma, hogy közismert, sokat idézett legyen. Az aforizmából szállóige lehet, ha elterjed, közkeletűvé válik.
Ha a túl sok idézéstől elhasználódik, előfordulhat, hogy közhely lesz belőle.

## Példák
- Vétkesek közt cinkos, aki néma (Babits Mihály-Jónás könyve)
- Mondottam ember: Küzdj, és bízva bízzál (Madách Imre-Az ember tragédiája)
- Jaj a legyőzöttnek! (Titus Livius)
- Szólhatok az emberek, vagy az angyalok nyelvén, ha szeretet nincs bennem, csak zengő érc vagyok, vagy pengő cimbalom.[1] (Pál apostol)
- Gondolkodom, tehát vagyok. (Descartes)
- Ez volt ám az ember, ha kellett, a gáton… (Arany János: Toldi)
- Repül a nehéz kő: ki tudja, hol áll meg? (Arany János: Toldi)
- Dolgozni csak pontosan, szépen, ahogy a csillag megy az égen, úgy érdemes.[2] (József Attila: Ne légy szeles…)
- Lári-fári! (Gyurcsány Ferenc)
- Kellő időben a kellő csapás! Az élet nem (egy) habostorta! (Virág elvtárs A tanú c. filmből, szerző Bacsó Péter)
- Az oposszum bosszú hosszú. (Jégkorszak 3)
- Több is veszett Mohácsnál. (Arany János Népdalok című versében „Ej no! hiszen több is veszett Mohácsnál!”)
- Az igazság odaát van. (X-akták, Odaát)
- Ha én ezt a klubban egyszer elmesélem! (a Siegfried Rauch alakította Thomas Lieven mondása a Nem kell mindig kaviár sorozatban)
- A kocka el van vetve (Julius Caesar Kr. e. 49. január 10.)